# دومینیک مول
دومینیک مول (انگلیسی: Dominik Moll؛ زادهٔ ۷ مهٔ ۱۹۶۲) کارگردان فیلم و فیلم‌نامه‌نویس اهل فرانسه است. وی از سال ۱۹۸۷ میلادی تاکنون مشغول فعالیت بوده‌است.
وی در سال ۲۰۰۱ برنده جایزه سزار بهترین کارگردان شده‌است. همچنین، فیلم موش قطبی به کارگردانی وی در جشنواره فیلم کن ۲۰۰۵ شرکت کرده بود.

## فیلم‌شناسی
- هری، او برای کمک اینجاست
- موش قطبی
- راهب
- فقط حیوانات